# Французская гвардейская конная артиллерия
Французская гвардейская конная артиллерия (фр. Artillerie à cheval de la Garde impériale) — полк конной артиллерии Императорской гвардии — подразделение конной артиллерии в составе Старой Гвардии Наполеона.
Хотя полк как таковой был создан в апреле 1806 г., его история начинается в мае 1797 г. с формированием Итальянской армии.
Полк конной артиллерии Императорской гвардии принимал участие во всех кампаниях Наполеона 1806—1815 гг., включая Испанию, Россию и Бельгию.
После Первой Реставрации Бурбонов полк расформирован королевским ордонансом от 12 мая 1814 г. Солдаты были направлены в армейские части конной артиллерии. В период Ста дней Наполеон восстановил полк, который принял участие в кампании в Бельгии, а затем был вновь расформирован 7 ноября 1815 г.

## Создание полка

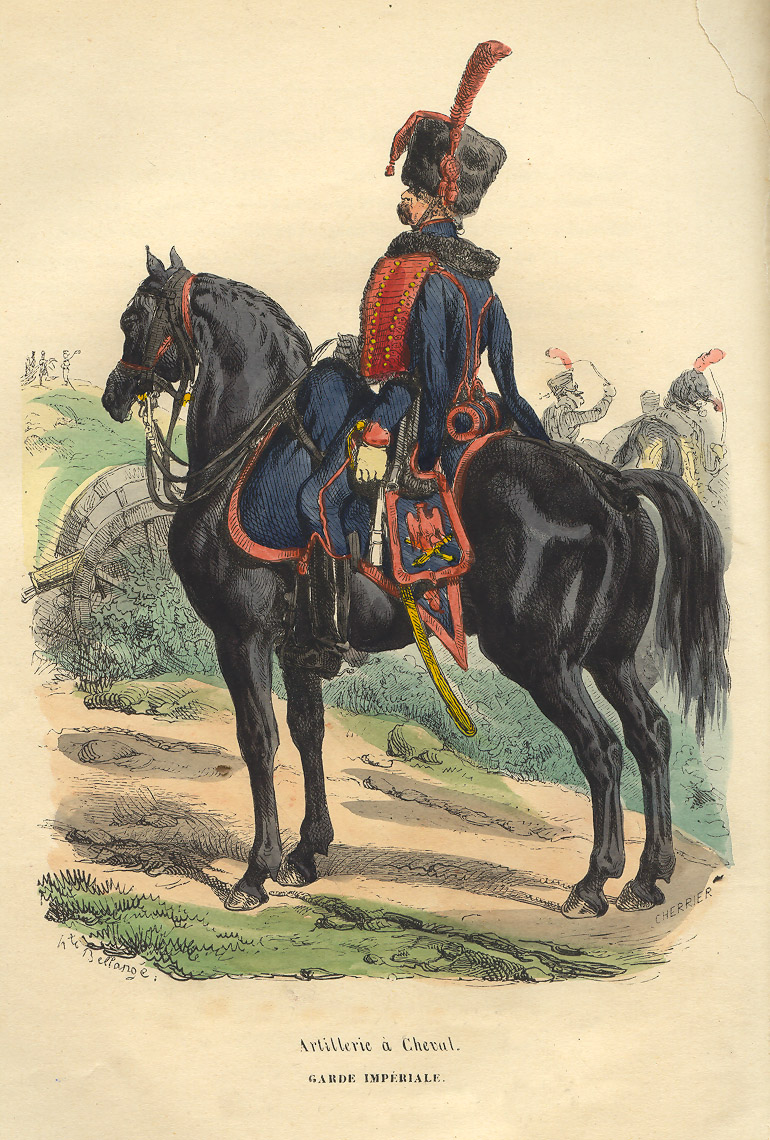
Конный артиллерист Старой Гвардии. Художник Ипполит Беланже.

История французской гвардейской конной артиллерии начинается 30 мая 1797 г., когда Наполеон Бонапарт, в то время — командующий Итальянской армией, в составе своего эскорта гидов создал подразделение конной артиллерии из 30 человек. Удовлетворённый действиями новой части, демонстрировавшей одновременно огневую мощь и мобильность, Бонапарт удвоил её численность перед отплытием в Египет.
После прихода к власти Бонапарт создаёт гвардию Консулов, в которую вошла в том числе рота конной артиллерии, принявшая затем участие в битвах при Монтебелло и Маренго в 1800 г. 25 августа 1802 г. создаётся эскадрон конной артиллерии Консульской гвардии, куда вошли также и конные артиллеристы из эскорта гидов генерала Мену, вернувшегося из Египта.
29 июля 1804 г., после коронации Наполеона как Императора, создаётся Императорская гвардия, включавшая в себя и эскадрон конной артиллерии. Эскадрон принял участие в битве при Аустерлице 2 декабря 1805 г., где поддержал атаку французской гвардейской кавалерии огнём из двух батарей общим числом в 12 орудий.
Императорским декретом от 15 апреля 1806 г. создаётся уже целый полк конной артиллерии Императорской гвардии.

## Организация

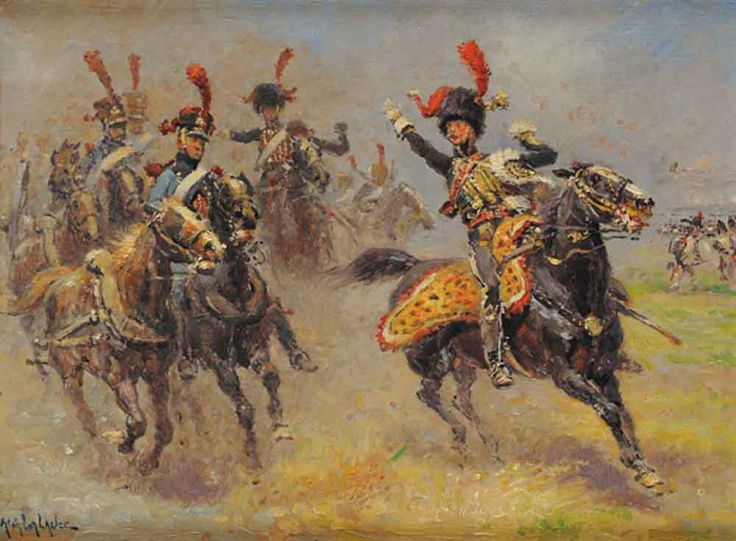
Гвардейская конная артиллерия выдвигается на позиции. Художник Альфонс Лалоз.

Изначально полк насчитывал 2 эскадрона ветеранов и 1 эскадрон велитов. Каждый эскадрон состоял из 2 рот по 60 канониров в каждой. Таким образом, всего в полку насчитывалось 360 артиллеристов. Позднее численность каждой роты была увеличена до 80 человек, а эскадрон велитов перешёл в состав Молодой гвардии.
8 апреля 1813 г. в полку создаётся новый двухротный эскадрон. С этого момента в части имелось 190 орудий, большинство из которых составляли трофейные 6-фунтовые пушки. В 1814 г. в качестве 7-й роты в полк влилась конная артиллерия Испанской гвардии короля Жозефа Бонапарта, покинувшего Испанию после поражения при Витории.
После отречения Наполеона от престола королевским ордонансом от 12 мая 1814 г. гвардейская артиллерия была расформирована, а её личный состав направлен в армейские полки.
Во время «Ста дней» Наполеон воссоздал полк конной артиллерии в составе 4 рот. 7 ноября 1815 г., после Второй Реставрации, полк был окончательно расформирован, однако на этот раз большинство его солдат вошло в полк конной артиллерии Королевской гвардии.
Депо полка находилось в Венсеннском замке под Парижем. Полк имел личного хирурга в лице господина Террана, ставшего офицером ордена Почётного легиона 9 июля 1809 г.

## Военные кампании

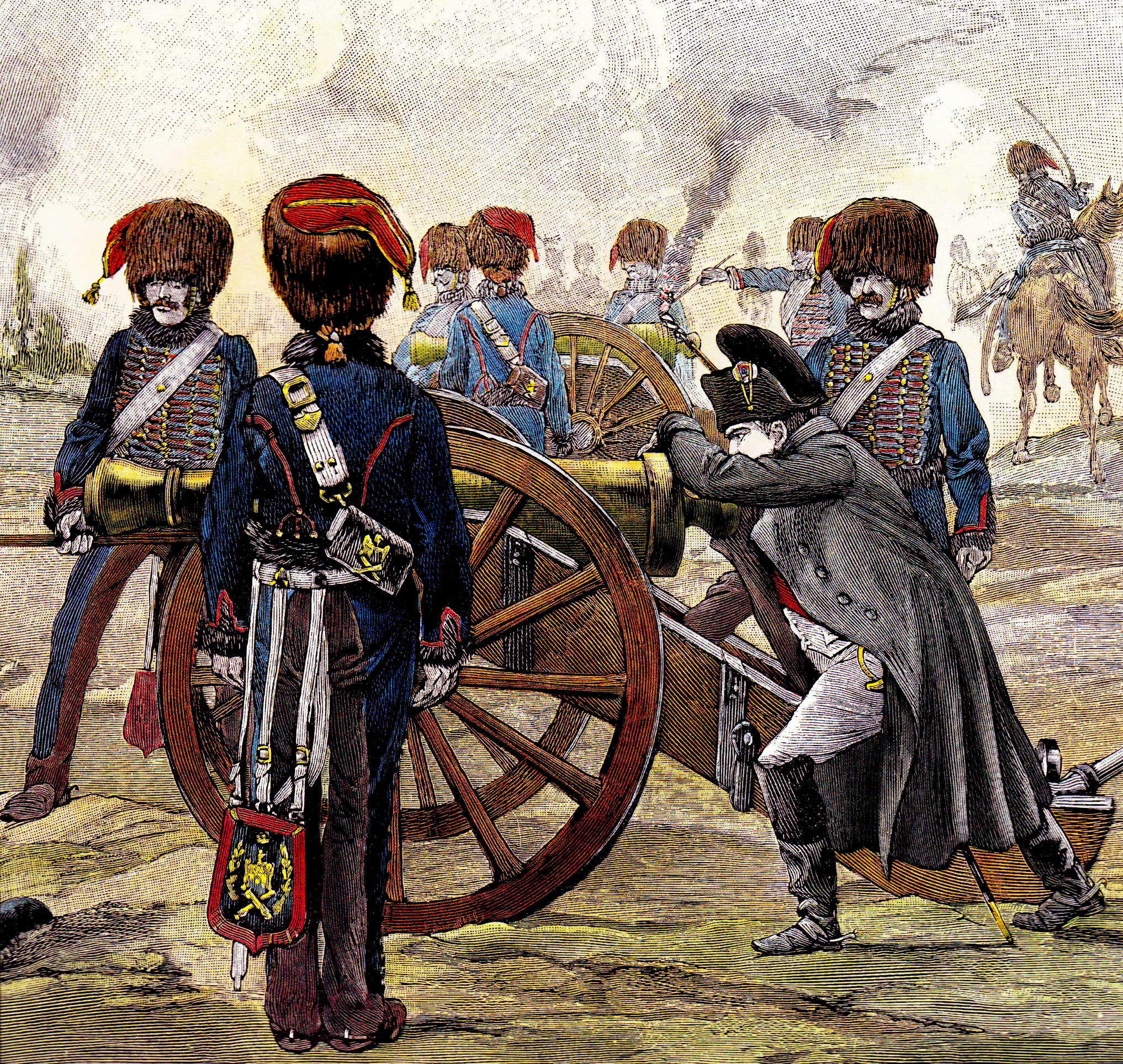
Наполеон и его гвардейские конные артиллеристы. Художник Жоб.

### Пруссия и Польша 1806—1807 гг.
См. подробнее: Война Четвёртой коалиции.
В 1806—1807 гг. конные артиллеристы Императорской гвардии приняли участие в кампаниях в Пруссии и Польше.
Во время битвы при Йене они поддерживали атаку корпуса Нея на прусские позиции, а затем сыграли решающую роль в отражении контратаки пруссаков Гогенлоэ.
В следующий раз гвардейские артиллеристы проявили себя при Эйлау, находясь под командованием генерала Ларибуазьера. 40 пушек полка конной артиллерии находились в центре французских позиций .
В битве при Фридланде 14 июля 1807 г. французская гвардейская конная артиллерия огнём из 30 орудий успешно поддержала атаку кавалеристов Латур-Морбура, нанеся русским чувствительный урон

### Пиренейский полуостров 1808—1810 гг.
См. подробнее: Пиренейские войны.
В 1808 г. Наполеон во главе своей армии вторгся в Испанию. Его гвардейские конные артиллеристы участвовали во взятии Мадрида 3 декабря, где потеряли ранеными 4 офицера. Полк разместился в Чамартине — пригороде Мадрида. Лейтенант Боск писал своей семье: "Офицеры разместились вместе с солдатами. Здесь совсем нет мебели — ни кроватей, ни стульев, ни коек. Мы спим на полу. Я бы предпочёл бивуак, в котором я был сегодня, такому жилью. Излишне говорить, что в Испании мы лишены всяких радостей.
6 января 1806 г. два орудия лейтенанта Боска подверглись внезапному нападению испанцев и, потеряв убитыми троих и ранеными двоих, попали в .
В 1810 г., уже по возвращении из второй Австрийской кампании, полк принял участие в осаде испанской крепости Асторга.

### Австрия 1809 г.

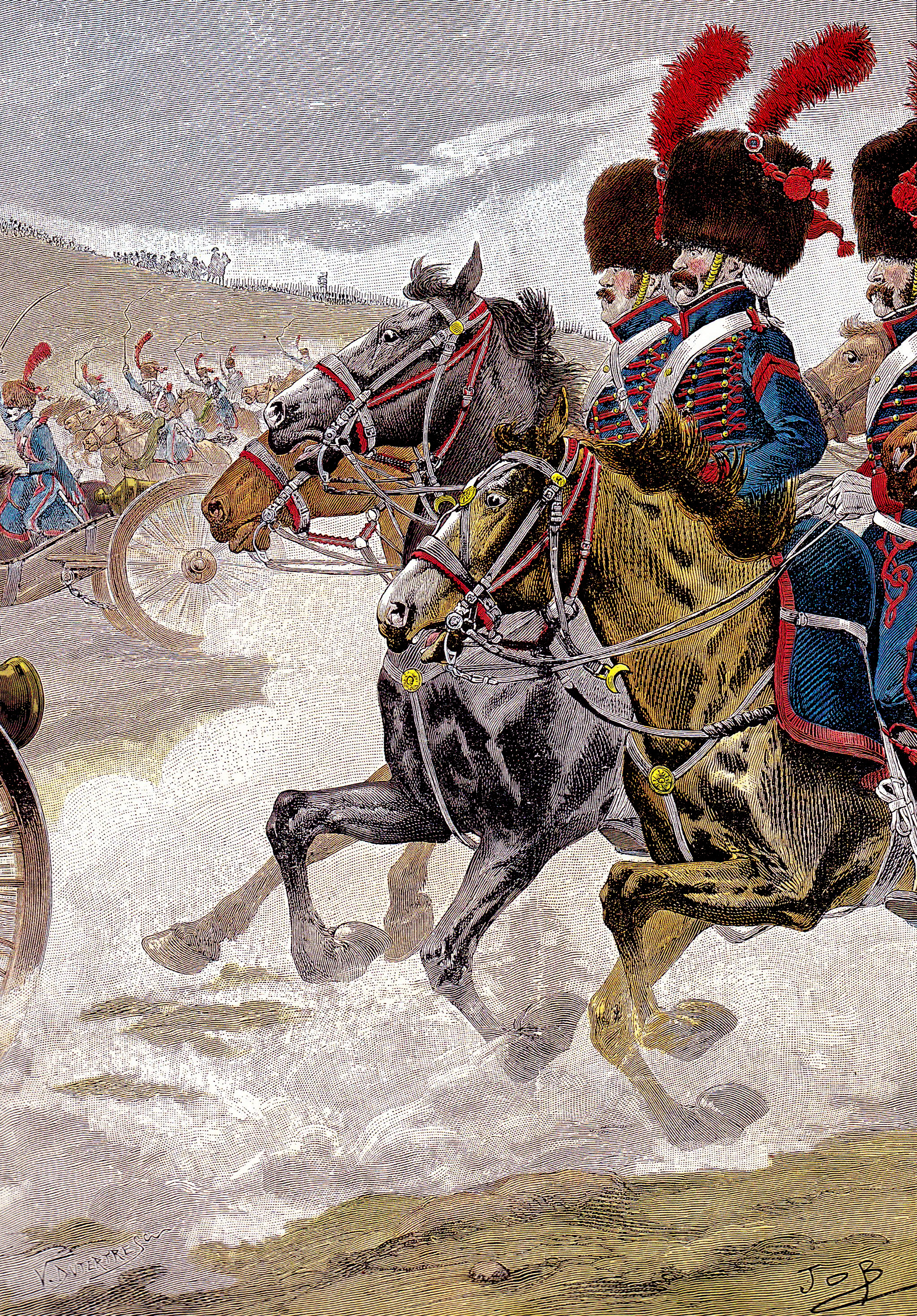
Конная артиллерия при Ваграме, 1809. Художник Жоб.

См. подробнее: Война пятой коалиции.
В этой войне полк принял участие в боях при Эслинге и Ваграме.
В битве при Ваграме 6 июля 1809 г. 60 пушек полков пешей и конной артиллерии Гвардии вошли в состав 102-пушечной батареи генерала Лористона, ураганный огонь которой решил дело в пользу французов.

### Россия 1812 г.
См. подробнее: Отечественная война 1812 года.
5 сентября в бою у Шевардино полк поддерживал атаку пехотной дивизии Компана (5 дивизия I корпуса Даву).
7 сентября в Бородинском сражении полки пешей и конной артиллерии Гвардии стали единственными подразделениями Гвардии, принявшими участие в «битве на Москве-реке».
Во время трагического отступления из России полк сражался под Красным и на Березине.

### Германия и Франция 1813—1814 г.
См. подробнее: Война шестой коалиции.
В 1813 г. гвардейская конная артиллерия сражалась под Лютценом, Бауценом, Дрезденом, Лейпцигом, Ганау, а в ходе короткой, но яркой кампании 1814 г. — при Бар-сюр-Обе, Ла-Ротьере, Бриенне, Монмирале, Шато-Тьерри, Вошане. 17 февраля под Морманом пехота Виктора заставила отступить русские войска, которые подверглись ураганному обстрелу французской гвардейской артиллерии. На следующий день в сражении при Монтро артиллеристы поддерживали успешную атаку Наполеона на позиции вюртембержцев и австрийцев. Затем последовало поражение при Лаоне, некоторые победы при Краоне, Реймсе и финальная оборона Парижа.

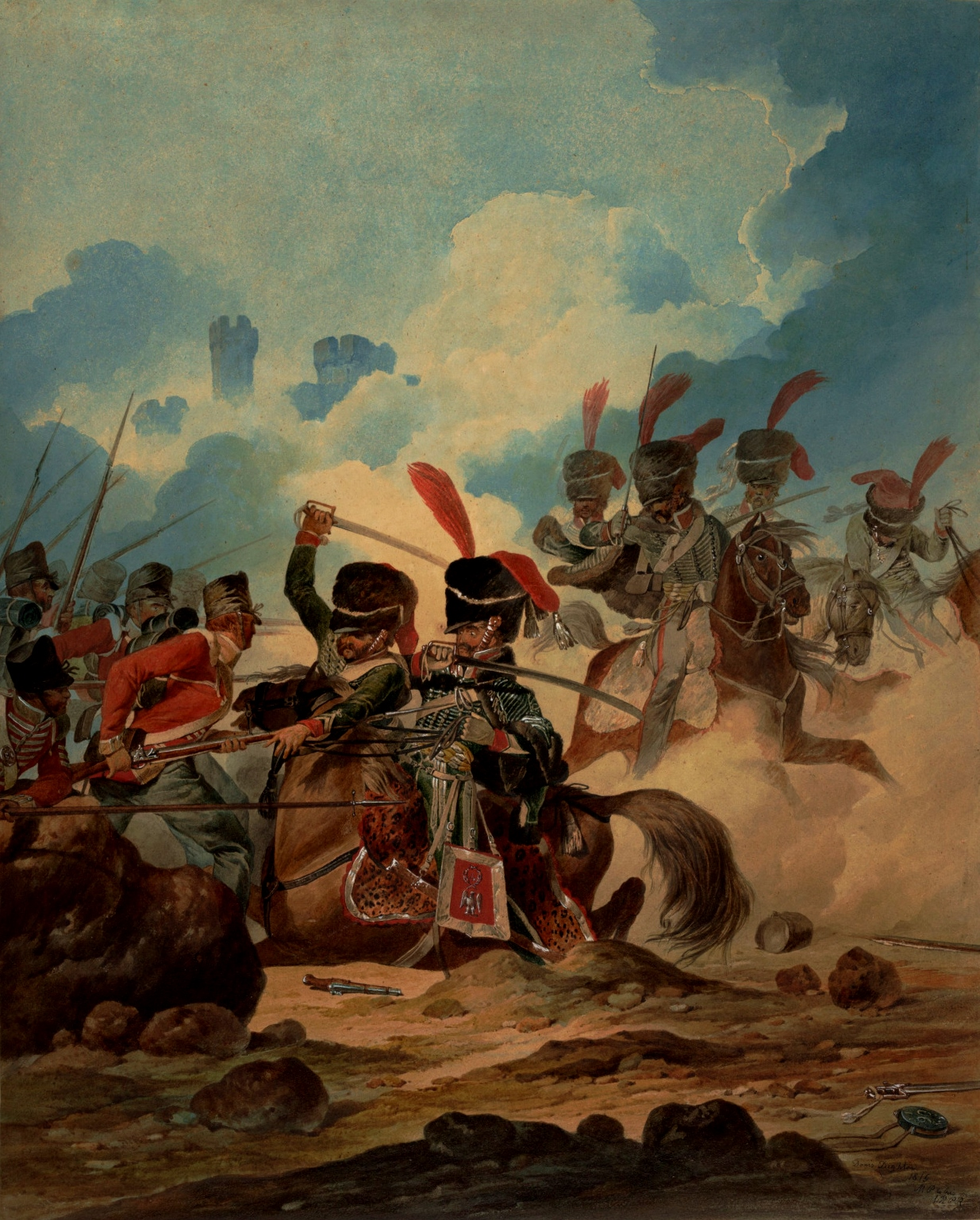
Атака конной артиллерии при Ватерлоо, 1815. Художник Денис Дайтон.

### Бельгия 1815 г.
См. подробнее: Сто дней.
После возвращения Наполеона с Эльбы полк конной артиллерии Императорской Гвардии был восстановлен и под командованием генерала Дево дё Сен-Мориса принял участие в битвах при Линьи и Ватерлоо.
Позиции гвардейских конных артиллеристов при Ватерлоо находились слева от фермы Ла-э-Сент, откуда их пушки смогли нанести значительный урон англичанам. В этом бою гвардейская конная артиллерия, ведомая майором Дюшаном, понеслась прямо к английским позициям. Офицеры штаба недоумённо следили в подзорные трубы за пушками, мчащимися во весь опор на линии неприятельской пехоты. «Можно подумать, что Дюшан дезертирует», - якобы даже сказал Наполеон. Но орудия Гвардии остановились на расстоянии 25 метров(!) от врага и открыли огонь. В конце битвы командующий артиллерией Гвардии генерал Жан-Жак Дево дё Сен-Морис был убит пушечным ядром.
Ватерлоо стало последней битвой конной артиллерии Императорской Старой гвардии. 7 ноября 1815 г. король Людовик XVIII расформировал полк.

## Униформа и вооружение

### Униформа

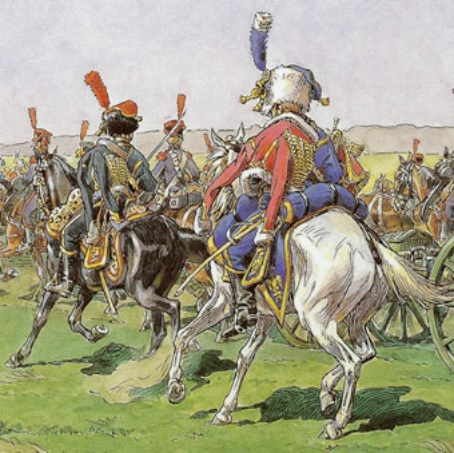
Трубач Гвардейской конной артиллерии. Художник Виктор Юэн.

Униформа французских гвардейских конных артиллеристов была похожа на мундиры конных егерей Старой Гвардии, только тёмно-синего, а не зелёного цвета. Использовалось сукно высокого качества, как и во всей Гвардии.
Ментики и доломаны в гусарском стиле, синего цвета с красными шнурами. Красный гусарский пояс-кушак с жёлтыми помпочками (с 1813 г. — синими). Узкие парадные «венгерские» штаны с красными лампасами и галуном, чёрные гусарские сапоги «а ля Суворов» с красным кантом и кисточками. Головным убором служила меховая шапка-кольбак — отличительный признак Старой Гвардии Наполеона.
Офицеры носили богато украшенные мундиры с золотой вышивкой. Трубачи также носили богато украшенную униформу, их доломаны и штаны были голубого, ментики — алого цвета, а мех ментиков и кольбаков — белого.

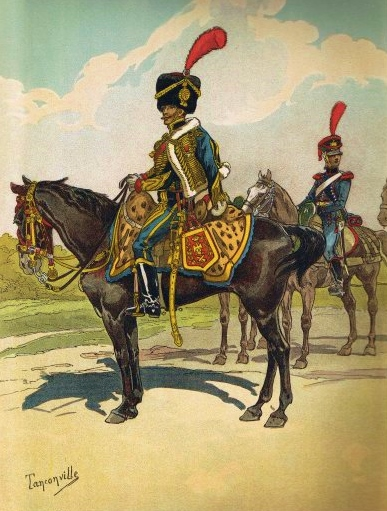
Офицер гвардейской конной артиллерии. Здесь представлена униформа первых лет Империи, когда этишкет на меховом кольбаке ещё не был отменён. Позади — ездовой Гвардейского артиллерийского поезда. Художник Анри Ганье.

Также конным артиллеристам выдавался сюртук легкокавалерийского типа с заострёнными лацканами и обшлагами, синего цвета с красным прибором, и синий подмундирный жилет, расшитый шнурами, как ментик и доломан. Форма «для выхода в город» состояла из такого мундира с жилетом, шляпы-двууголки, коротких кюлот, чулок и туфель.
В походный комплект униформы входили мундир фрачного покроя, выдаваемый всем частям Старой Гвардии, а также простая суконная «куртка для конюшни». Походными штанами служили легкокавалерийские рейтузы (или шаривари) с красными лампасами и пуговицами по бокам. Со внутренней стороны ног шаривари усиливались чёрной кожей для предотвращения быстрого изнашивания при верховой езде.
В дождливую и холодную погоду гвардейские конные артиллеристы накидывали плащи-пелерины синего цвета (в то время как их товарищи из армейских полов довольствовались плащами из грубого серого сукна), а красные шлыки меховых шапок закрывали вощёными кожаными донцами.
Пуговицы на всех элементах одежды были латунные полусферические, у офицеров — золочёные.
Конным артиллеристам полагалась гусарская ташка синего цвета с красным галуном и латунной бляхой в форме орла, сидящего на скрещённых пушках — символ наполеоновской гвардейской артиллерии. Патроны для пистолетов и мушкетона носились в чёрной патронной суме с таким же орлом меньшего размера, носимой через левое плечо на белом ремне.
Знаки различия воинских званий использовались такие же, как и в прочих полках армии, носящих униформу гусарского типа, — по шевронам на рукавах и, у офицеров, на штанах. Шнуры на ментиках и доломанах марешалей-де-ложи и марешалей-де-ложи-шеф (вахмистров) были не просто красными, как у рядовых, а со вплетённой золотой нитью. У офицеров шнуры, как уже было сказано, были полностью золотыми. К сюртуку полагались также эполеты и горжет офицерам.
Униформа канониров рот конной артиллерии Молодой Гвардии отличалась от Старой тем, что вместо меховых кольбаков артиллеристам полагался кивер с красным кантом и латунной бляхой в форме сидящего на скрещённых пушках наполеоновского орла.

### Личное вооружение
Личное оружие было таким же, как у конных егерей, и состояло из легкокавалерийской сабли AN-XI или AN-XI и пистолетов системы AN-XI или AN-XIII. Рядовым канонирам полагались также кавалерийские ружья-мушкетоны образца IX г. или 1763 г. Остаётся неясным, приняли ли конные артиллеристы Гвардии на вооружение сабли гвардейской лёгкой кавалерии, как в полках конных егерей и улан Старой Гвардии.
Офицерские сабли характеризуются большим разнообразием и богатым убранством.

### Орудия
На вооружении в полку конной артиллерии Старой Гвардии сначала состояли стандартные модели 8-ми и 4-х фунтовых пушек и 6-дм. гаубиц системы Грибоваля; до 1812 г. они были заменены на 6-фунтовые пушки и 5,5-дм. гаубицы новой артиллерийской системы AN-XI .

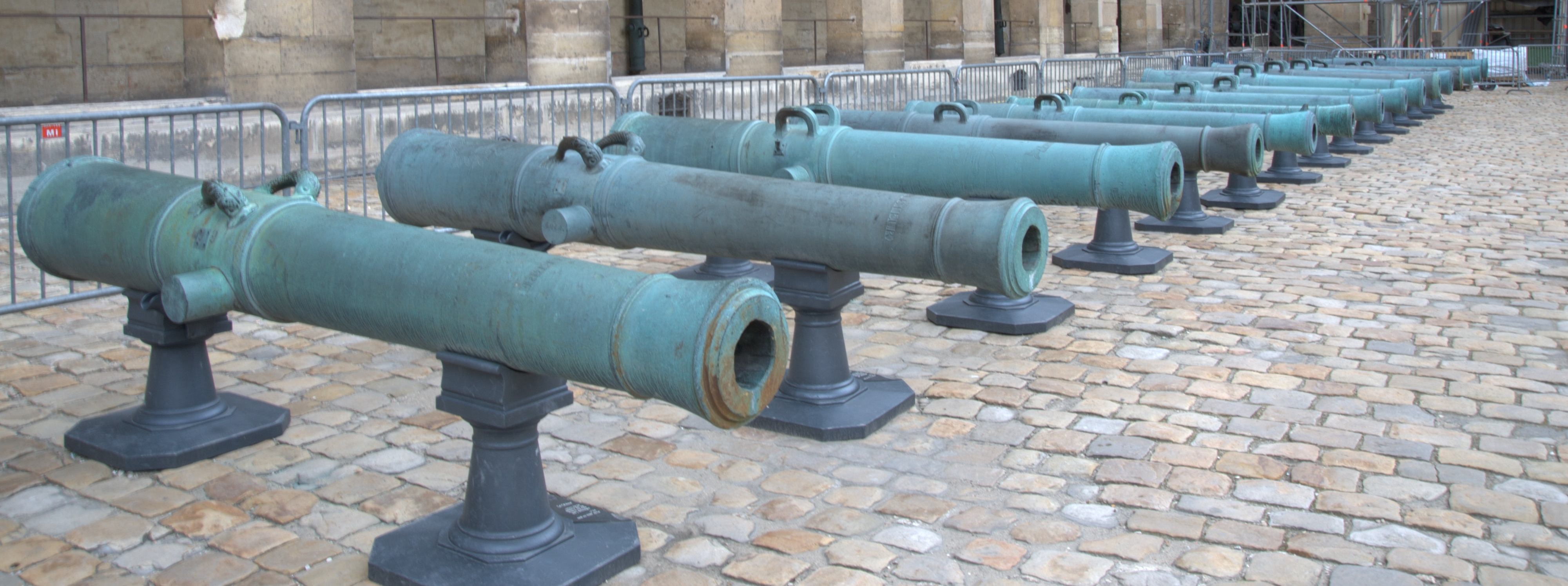
Сохранившиеся стволы грибовалевских пушек возле Музея Армии, Париж.
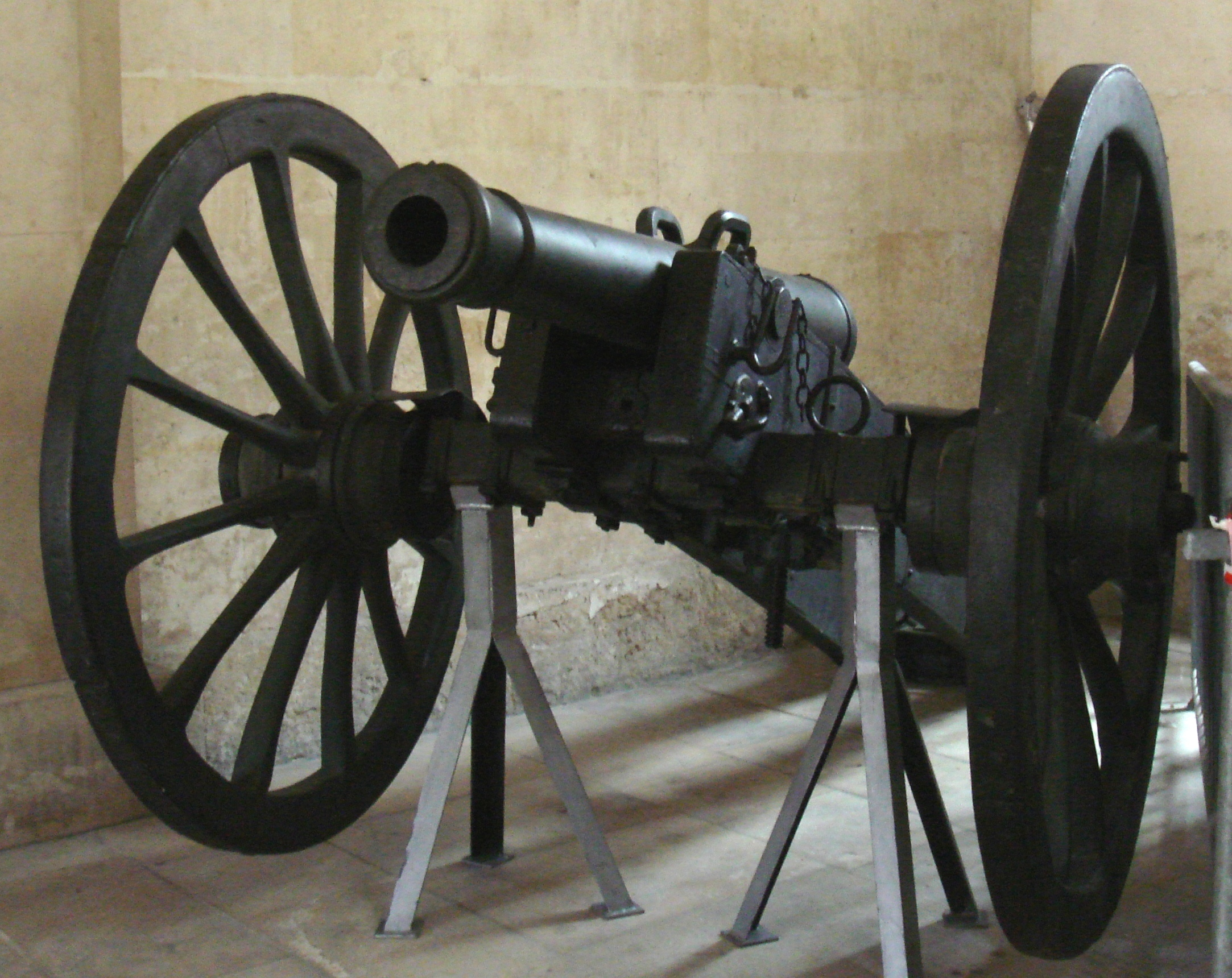
6-фунтовая пушка системы An XI.

## Тактика артиллерии

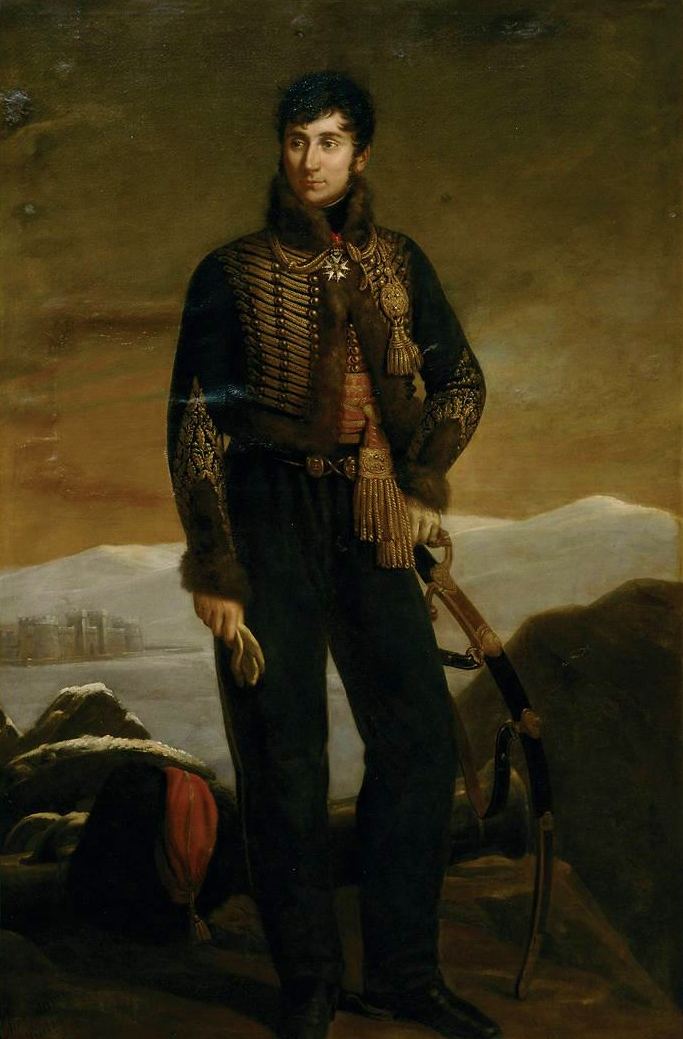
Жан-Жак Дево де Сен-Морис, командир полка в 1809—1813 гг. Парадный портрет работы Софи Шерадам.

Изначально основной задачей конной артиллерии на поле боя являлась огневая поддержка там, где она была более всего необходима. При этом конную артиллерию можно было быстро перебрасывать с одного пункта на другой за счёт того, что в конной артиллерии каждый канонир являлся одновременно всадником. Но в конце XVIII в. французы начинают по-новому применять артиллерию, концентрируя большие массы орудий с целью создания огромных брешей в рядах противника, куда затем бросались ударные подразделения пехоты и кавалерии. Более того, конная артиллерия французов начинает играть всё большую атакующую роль, совершая самостоятельные наступления.
«Самый лучший принцип (действий конной артиллерии) — это подъезжать как можно ближе и палить как можно чаще», — так в 1790-х гг. резюмировал будущий генерал Фуа, тогда полковник артиллерии, первую составляющую тактики конных батарей. Его старший коллега генерал Леспинасс, командовавший артиллерией в Итальянской армии Бонапарта, коротко сформулировал вторую составляющую: «Не разбрасывать пушки по боевой линии, но всегда занимать мощными батареями выгодные позиции и крушить врага массированным огнём».
Из вспомогательного рода войск конная артиллерия в эпоху Наполеона превратилась в самостоятельную силу, способную решать исход битвы.
На период кампании каждая рота конной артиллерии Гвардии объединялась с одной из рот Гвардейского артиллерийского поезда, образуя артиллерийский дивизион. Каждый дивизион подразделялся на отделения из двух орудий.
На марше дивизион выстраивался в колонну по две пушки. Артиллеристы верхом также строились в колонну по двое, находясь по бокам или позади (в случае движения пушек одна за другой) своих орудий.
Для выезда на боевую позицию дивизион из колонны по двое разворачивался в шеренгу по одной пушке (при этом перестроения из колонны в линию и обратно напоминали собственно кавалерийские манёвры). Позади, на расстоянии 30-40 м везли зарядные ящики. По достижении назначенного места отдавался приказ: «En batterie!» (дословно: «В батарею!», то есть в боевой порядок). По этой команде линия останавливалась, артиллеристы спешивались, снимали лафет с передка и отвозили упряжку с передком назад, провозя её слева от орудия, если смотреть в сторону неприятеля, затем пушка разворачивалась в боевое положение вокруг своего левого колеса, а спешившиеся конартиллеристы соединяли пушку с передком при помощи длинного каната-отвоза. Кроме того, если орудие было грибовалевской системы, то артиллеристы снимали короб (маленький зарядный ящик) с лафета. Орудия выравнивались строго в линию, причём равнение должно было соблюдаться по их осям. Правила предусматривали расстояние между пушками батареи в 4 туаза (около 8 м). Нормальным положением считалось такое, при котором орудия большего калибра стояли на правом фланге батареи, а гаубицы — на левом. Однако, разумеется, при необходимости этот порядок менялся.

## Командиры
Генерал-полковником артиллерии и моряков Императорской Гвардии весь период Первой Империи (кроме «Ста дней») был маршал Империи Мортье, в 1815 г. эта должность не была восстановлена.
Командующий-полковник артиллерии Гвардии: с 29 октября 1803 г. — генерал Куэн; с 03 января 1807 г. — генерал де Ларибуасьер; с 20 февраля 1808 г. — генерал Сорбье; с 29 марта 1813 г. — генерал Дюлолуа; с 11 апреля 1815 г. — генерал Дево де Сен-Морис.
Командиры полка в звании майора гвардии:
- Луи Догеро (1 мая 1806 — 15 декабря 1808)
- Огюстен Мари д’Абовиль (15 декабря 1808 — 9 июля 1809)
- Жан-Жак Дево де Сен-Морис (9 июля 1809 — 6 ноября 1813)
- Шарль Гриуа (6 ноября 1813 — 12 мая 1814)
- Жан-Батист Дюшан де Сансе (11 апреля 1815 — 7 ноября 1815)